# رائد دزدار
رائد دزدار (1966-) هو مخرج سينمائي فلسطيني، من مواليد مدينة القدس. درس في الولايات المتحدة الامريكية، وتخرج من جامعة فايفرفي ساوث كارولينا تخصص ادارة أعمال في العام 1998. اهتمامه بالتاريخ الشفوي قاده للعمل السينمائي كباحث في الأفلام الوثائقية ثم منتجاً ومخرجاً، وتعتبر أفلامه وثائق حية عن تاريخ الشعب الفلسطيني المسروق. حاصل على الجائزة الأولى من مهرجان الإذاعة والتلفزيون في تونس الدورة 21 عن فيلم حراس الأرض. وكُرم في مهرجان الأردن الدولي للأفلام بدورته العاشرة عن مجمل أعماله في العام 2022.

## أهم أعماله
له مجموعة من الأفلام الوثائقية الطويلة منها:
- السامريون على خطى موسى عام 2010.
- هنا القدس فيلم وثق إذاعة فلسطين زمن الإنتداب البريطاني، إنتاج عام 2011.
- الآخوين لاما فيلم وثق مسيرة الآخوين ابراهيم وبدر لاما ودورهم المحوري في تاريخ السينما الفلسطينية عام 2013.
- يافا أم الغريب فيلم صورة بانورامية للمدينة قبل النكبة وشهادات حية من سكان يافا عن تهجيرهم أثناء النكبة عام 2019.